# Blagg (inslagkrater)

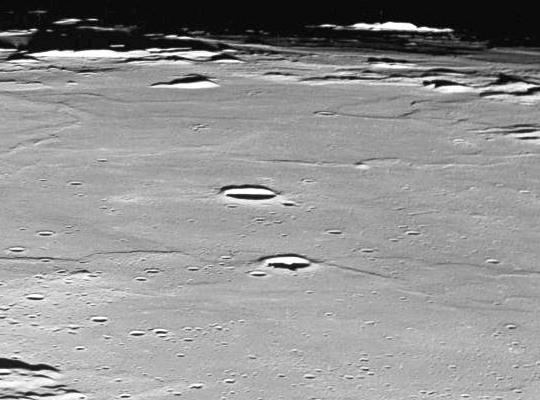
Bruce in het midden en Blagg op voorgrond (foto Apollo 10)

Blagg is een kleine inslagkrater op de Maan.

## Beschrijving
Blagg is een cirkelvormige krater zonder noemenswaardige erosie, met een diameter van 5 kilometer.

## Locatie
De krater bevindt zich in de mare Sinus Medii, gelegen in het centrale deel van de voorkant van de maan op het punt dat zich het dichtst bij de Aarde bevindt. In het oostzuidoosten ligt de onregelmatige krater Rhaeticus en in het noordoosten ligt Triesnecker. Blagg ligt ongeveer 33 kilometer ten oosten van de iets grotere krater Bruce.

## Naamgeving
De krater werd in 1935 vernoemd naar de Engelse astronoom Mary Adela Blagg (1858-1944).